# Појенберг
Појенберг (њем. Poyenberg) општина је у њемачкој савезној држави Шлезвиг-Холштајн. Једно је од 112 општинских средишта округа Штајнбург. Према процјени из 2010. у општини је живјело 413 становника. Посједује регионалну шифру (AGS) 1061086.

## Географски и демографски подаци
Појенберг се налази у савезној држави Шлезвиг-Холштајн у округу Штајнбург. Општина се налази на надморској висини од 63 метра. Површина општине износи 8,8 km². У самом мјесту је, према процјени из 2010. године, живјело 413 становника. Просјечна густина становништва износи 47 становника/km².